# Fran Hrčić
Fran Hrčić (Samobor, 7. listopada 1876. – Samobor, 1. studenoga 1953.), hrvatski dramatičar. Po bitnim je značajkama svoga pregalaštva pripadnikom modernizma, kada je i ostvario kazališnu slavu u Zagrebu, Varaždinu i Osijeku.

## Životopis
Hrčić je bio studentom slavistike u Zagrebu, te je 1895. izbačen sa Sveučilišta u Zagrebu zbog spaljivanja madžarske zastave na Trgu bana Jelačića. Potom je bio studentom tehnike u Beču, da bi u konačnici, u Pragu svršio trgovačku akademiju i kasnije radio kao bankarski službenik u Zagrebu i Samoboru. Poslije smrti roditelja bio je ekonomom i ravnateljem štedionice u Samoboru, jedno vrijeme tajnikom Kraljevskoga hrvatskoga zemaljskog kazališta u Zagrebu, te se nakon toga vratio novčarstvu u Samoboru. Kao nestručnjak se je ostvarivao i skladanjem.

## Književno stvaralaštvo
U hrvatskoj književnosti se javlja u svojoj 20. godini, a godine je 1898. objavio u bečkoj »Mladosti« djelo Hermova osveta. Pisao je novele, članke o književnosti, kazalištu, umjetnosti, narodoznanstvu, o samoborskim kulturnim i političkim zbivanjima. Pisao je u novinama i časopisima, Mladoj Hrvatskoj (Prag), Mladosti; Životu (Zagreb), Svjetlosti (Karlovac), Savremeniku, Obzoru, Pokretu, Novostima, Narodnoj starini, u zadarskom je Lovoru tiskao novele. U zagrebačkom kazalištu izvedene su tri njegove drame: U sumraku, 22. listopada 1904., More, 1906., te Velika žrtva, 1911.).
Naslov njegove prve drame (U sumraku) podsjeća na Moć tmine L. N. Tolstoja, koje je vrjelo pružilo Hrčiću značajno nadahnuće. Radnja te socijalne drame je smještena u slavonsko okruženje.
Antun Gustav Matoš je opisao njegovu dramu Velikoj žrtvi riječima:
Enciklopedija Hrvatskoga narodnoga kazališta u Zagrebu opisuje njegove prve dvije drame riječima: Oba su teksta pisana vrlo odmjereno i u njima su proračunato naglašeni neki porivi strasti ili pojedine scene u kojima se nazire utjecaj naturalističke dramaturgije. Autor očito bolje poznaje dramsku književnost nego život slavonskog seljaka ili naših ribara o kojima govori u drugoj drami.

## Djela
Drame:
- U sumraku, 1904.
- More, 1906.
- Zapreka
- Velika žrtva, 1910.
- Bijeg (preradba ranije drame Zapreka)

Komedije:
- Ujakova baština, 1941.
- Šetnja po krovu

Referati:
- O uzajamnosti dramske proizvodnje jugoslavenskih autora

Članci:
- Vraz u Samoboru
- Ljudevit Šmidhen
- O popravku staroga grada
- Gdje je Katančićeva Molbica, Novosti, 10. listopada 1940.
- Samoborci na književnom polju, 1942./1943.

Sabrana djela:
- Drame, 1936., »po nalogu autorovu« 200 primjeraka tiskanih kod Dragutina Spullera u Samoboru.
- Komedije, Samobor, 1997.

## Djela o Hrčiću
- Vanja Radauš, poprsje Frana Hrčića u crkvenom dvorištu u Samoboru.